# نینا انصاری
نینا انصاری (متولد ۱۳۴۵ در تهران) تاریخ‌نگار و نویسندهٔ ایرانی آمریکایی که به خاطر پژوهش و فعالیت دربارهٔ برابری حقوق زنان و مردان در ایران شناخته شده‌است.
نینا انصاری همچنین دختر «هوشنگ انصاری» (وزیر امور اقتصاد و دارایی ایران در سال ۱۳۵۶–۱۳۴۸ در کابینهٔ «امیرعباس هویدا») می‌باشد. انصاری در سال ۱۳۵۶ و در سن ۱۱ سالگی ایران را ترک کرد و به آمریکا مهاجرت نمود. انصاری تحقیقات بسیاری دربارهٔ زنان ایران انجام داده و مقالات بسیاری نوشته و مصاحبه‌های بسیاری کرده‌است. پژوهش او با فرضیه‌های معمول ترقی زنان در ایران مقابله کرده و در عین حال مدافع آزادی کامل است.
به عقیدهٔ انصاری بخش بزرگی از فعالیت‌های اجتماعی و جنبش آزادی و برابری خواهی زنان ایران بعد از وقوع «انقلاب ۱۳۵۷ ایران» جوانه زده‌است… وی می‌گوید: «در عصر سلطنت «دودمان پهلوی» به زنان ایرانی آزادی‌های بسیاری از جمله حق رای و انتخاب نوع پوشش داده شد اما زنان ایرانی خود این ازادی‌ها را به دست نیاوردند بلکه از سوی حکومت و مسئولین بالای مملکت به آن‌ها دیکته شده بود ولی بعد از وقوع انقلاب اسلامی و در پی به وجود آمدن قوانین محدود کنندهٔ بسیاری برای زنان، زنان ایرانی خود دست به یک مبارزهٔ مدنی زدند و در برابر این عوامل و موانع ایجاد شده توسط «جمهوری اسلامی» ایستادند به طوریکه زنان ایرانی در تحصیلات از مردها جلو زدند.»... وی همچنین معتقد است یکی از دلایل مهم وقوع انقلاب اسلامی ۵۷ تقلا و اصرار دستگاه پهلوی برای غربی کردن جامعهٔ ایران به صورت هرچه شتابان و سریع تر است که این فرایند «یک شبه غربی شدن» جامعهٔ ایران مورد قبول اکثریت مردم مذهبی قرار نگرفت و فقط بخش تحصیلکردهٔ جامعه از این فرایند استقبال کرد. انصاری بر این عقیده است که پادشاه وقت ایران «محمدرضا پهلوی» می‌بایست روند غربی کردن جامعهٔ ایران را به صورت آهسته و تدریجی پی می‌گرفت و جامعه را دگرگون می‌ساخت و نباید شتابان عمل می‌کرد.
انصاری در سال ۲۰۱۵ کتابی تحت عنوان «جواهرات الله» (Jewels of Allah: The Untold Story of Women in Iran) چاپ و منتشر کرد که بسیار پرفروش شد و جوایزی نیز دریافت کرد. این کتاب دربارهٔ شرایط زندگی زنان ایران و چالش‌های آنان در قبل و بعد از وقوع انقلاب اسلامی سال ۱۳۵۷ می‌پردازد.
نینا انصاری در عرصه‌های فرهنگی و دانشگاهی و خیریه هم فعال است و عضو هیئت مدیره و هیئت امنای چندین مؤسسه خیریه در امریکاست. در سال ۲۰۱۵ «ویمنز اینیوز» انصاری را به عنوان یکی از ۲۱ رهبر قرن ۲۱ معرفی کرد.